# 雙重間諜
雙重間諜，泛指表面上受聘於某一情報機構，但實際上為另一機構辦事，作反情報工作的間諜。現代的雙重間諜工作範疇圍繞奪取目標機構的內部情報，或植入假情報為主。2014年上半年就爆出德國情報局人員向美國售賣機密文件的醜聞，事件令本為盟友的兩國關係緊張起來。

## 三重間諜
表面上是雙重間諜，實際上為原先的機構工作，當中的佼佼者包括埃迪·查普曼、亞歷山大·瓦爾杰洛維奇·利特維年科等。